# Brighouse
Brighouse ist eine Mittelstadt im Metropolitan Borough Calderdale der englischen Grafschaft West Yorkshire. Sie hatte 2001 gemäß Volkszählung insgesamt 32.360 Einwohner.

## Verkehr
Brighouse wird von den A-Straßen A641, A643, A644 und A6025 durchquert. Südlich und südöstlich führt die Autobahn M62 an Brighouse vorbei, eine wichtige Ost-West-Achse von Liverpool über Manchester und Leeds nach Hull.
Brighouse ist ein Knotenpunkt zwischen der Huddersfield Line und der Calder Valley Line. Auf ersterer werden von Northern Rail Verbindungen zwischen Leeds und Manchester Victoria über Dewsbury angeboten, und auf der Calder Valley Line verkehren Züge zwischen Wakefield Westgate, Leeds und Bradford, Halifax und Huddersfield.

## Kultur
Die bekannte Brighouse & Rastrick Brass Band stammt aus Brighouse.

## Partnerstadt
Die Stadt unterhält seit 1960 eine Städtepartnerschaft mit Lüdenscheid in Deutschland. Eine Parkanlage in der Innenstadt von Lüdenscheid wurde aufgrund der Städtepartnerschaft nach der Stadt Brighouse benannt.

## Geschichte
Über dem Calder gab es eine Flussüberquerung namens Snake Hill Ford. Man nahm an, dies war Teil der römischen Route zwischen Wakefield und Manchester. 1275 wurde eine hölzerne Struktur namens Rastrick Bridge aufgezeichnet. Diese Brücke wurde durch eine andere aus Bauholz ersetzt, die 1514 von John Hanson gespendet wurde. Hansons Sohn finanzierte 1558 einen Austausch für diese Brücke. Der Fluss stellte genug Energie für die Fluor-Bergbau-Industrie und einige Textilmühlen bereit. Die Industrie von Brighouse erfuhr einen Industrieschub dank des Baus der Calder and Hebble Navigation, welche 1757 von dem Ingenieur John Smeaton gestartet wurde. Die Stadt wurde vollständig 1893 gegründet und eingetragen.

## Söhne und Töchter der Stadt
- Divina de Campo (* 1984), Dragqueen und Sängerin
- Katie Ormerod (* 1997), Snowboarderin